# Hoşgeldin
Hoşgeldin è il quarto singolo di Emre Altuğ  ad essere estratto nel 2007 dall'album Kişiye Özel.